# Mars 1805

## Événements
- 4 mars : Cérémonie d'investiture à Washington D.C. du président des États-Unis, Thomas Jefferson.

- 17 mars : la République italienne devient le royaume d’Italie. Le contrôle français devient plus direct. Napoléon devient roi d’Italie. Eugène de Beauharnais est nommé vice-roi d’Italie (7 juin)[1].

- 30 mars : l’amiral Villeneuve, commandant la flotte franco-espagnole, quitte le port de Toulon pour la Martinique sur ordre de l’empereur, afin d’attirer aux Antilles les croisières britanniques de Nelson et revenir rapidement vers Boulogne pour embarquer l’armée qui franchirait la Manche avant que les escadres britanniques ne puissent l’en empêcher[2]. En revenant vers la Manche, il se heurte à une seconde flotte britannique et doit chercher refuge dans les ports espagnols le 22 juillet. Nelson bloque Villeneuve à Cadix.

## Décès
- 2 mars : Claude Durival (né en 1728), économiste, agronome et auteur français.
- 10 mars : Felice Fontana (né en 1730), physicien et naturaliste italien.
- 21 mars : Jean-Baptiste Greuze, peintre français (° 21 août 1725).